# Баринов, Борис Фёдорович
Бори́с Фёдорович Ба́ринов (31 марта 1947, Нижнеудинск, Иркутская область — 28 января 2007, п. Чистые Ключи, Иркутская область) — игрок в хоккей с мячом (полузащитник), тренер.

## Биография
Самоучка. С 19 лет — в «Локомотиве» (Иркутск), первый тренер В. В. Марциновский. В высшей лиге — 13 матчей, 3 мяча. Впоследствии выступал за команды «Водник» (Усть-Кут), «Юность» (Омск) и «Знамя» (Воткинск). Карьеру игрока завершил в результате тяжёлой травмы.
С 1975 года на тренерской работе. Работал в командах первой лиги «Знамя» (Воткинск), «Лесохимик» (Усть-Илимск), «Водник» (Усть-Кут), в хоккейной школе иркутского «Локомотива», тренировал женскую команду «Рекорд» (Иркутск). Главный тренер «Сибсканы» (Иркутск) — 1998—2000. При его участии команда завоевала серебряные (1998) и дважды бронзовые (1995, 1999) медали чемпионата России. Под его руководством «Локомотив» (Иркутск) — чемпион (1987) и бронзовый призёр (1988) Клуба «Плетёный мяч», чемпион IX зимней Спартакиады народов РСФСР (1989), чемпион I Молодёжных игр (1989). С декабря 2004 по май 2005 — главный тренер ДЮСШ «Байкал-Энергия». С 2005 — тренер «Лесохимика», с 2006 — тренер «Байкал-Энергии» В числе воспитанников — А. А. Баженов, А. А. Негрун.
Погиб 28 января 2007 года за 2 месяца до своего 60-летия, на 28 километре Култукского тракта, возвращаясь из Байкальска — автомобиль, за рулем которого он был, ушёл в занос и опрокинулся.

## Статистика выступлений в высшей лиге
| Сезон | Клуб                  | Игры | Мячи |
| ----- | --------------------- | ---- | ---- |
| 1968  | «Локомотив» (Иркутск) | 1    | -    |
| 1972  | «Локомотив» (Иркутск) | 12   | 3    |
|       | Всего                 | 13   | 3    |

## Тренерская карьера
| Годы      | Клуб                                | Должность       |
| --------- | ----------------------------------- | --------------- |
| 1975-79   | «Знамя» (Воткинск) — первая лига    | Играющий тренер |
| 1981-83   | «Знамя» (Воткинск) — первая лига    | Тренер          |
| 1983-89   | ДЮСШ «Локомотив» (Иркутск)          | Тренер          |
| 1989-91   | «Лесохимик» (Усть-Илимск)           | Тренер          |
| 1992-93   | «Рекорд-Гефест» (Иркутск) — женская | Главный тренер  |
| 1994-1998 | «Сибскана» (Иркутск)                | Тренер          |
| 1998-2000 | «Сибскана» (Иркутск)                | Главный тренер  |
| 2002-2004 | «Байкал-Энергия» (Иркутск)          | Тренер          |
| 2004-2005 | ДЮСШ «Байкал-Энергия» (Иркутск)     | Главный тренер  |
| 2005-2006 | «Лесохимик» (Усть-Илимск)           | Тренер          |
| 2006-2007 | «Байкал-Энергия» (Иркутск)          | Тренер          |